# 滋賀県道510号伊部近江線
滋賀県道510号伊部近江線（しがけんどう510ごう いべおうみせん）は、滋賀県長浜市から米原市に至る一般県道である。

## 概要
長浜市湖北町留目から米原市顔戸に至る。

### 路線データ
- 起点：長浜市湖北町留目（滋賀県道265号郷野湖北線交点）
- 終点：米原市顔戸（顔戸南交差点、国道8号）
- 総延長：11.1 km

## 歴史
- 1958年（昭和33年）7月26日 - 滋賀県告示第291号により滋賀県道241号木之本国友近江線が認定[1]。
- 1966年（昭和41年）3月22日 - 滋賀県道・岐阜県道334号木之本浅井関ヶ原線[注釈 1]（現在の国道365号の一部）の認定に伴って、縮小されて現在の路線になる。

## 路線状況

### 重複区間
- 滋賀県道271号佐野長浜線（長浜市国友町・国友町交差点 - 長浜市泉町・泉町交差点）
- 滋賀県道37号中山東上坂線（長浜市山階町・山階町東交差点 - 長浜市山階町・山階町交差点）
- 滋賀県道509号間田長浜線（長浜市宮司町・宮司町交差点 - 長浜市宮司町）

### 道路施設

#### 橋梁
- 国友橋（姉川、長浜市）
- 山階大橋（長浜新川、長浜市）
- 宮川橋（十一川、長浜市）
- 土川橋（土川、長浜市 - 米原市）

## 地理

### 通過する自治体
- 滋賀県
  - 長浜市 - 米原市

### 交差する道路
| 交差する道路                                   | 市町村名 | 交差する場所 | 交差する場所        |
| ---------------------------------------------- | -------- | ------------ | ------------------- |
| 滋賀県道265号郷野湖北線                        | 長浜市   | 湖北町留目   | 起点                |
| 滋賀県道275号三川月ヶ瀬線                      | 長浜市   | 三川町       |                     |
| 滋賀県道273号東野虎姫線                        | 長浜市   | 宮部町       | 宮部交差点          |
| 滋賀県道272号国友曽根線                        | 長浜市   | 国友町       |                     |
| 滋賀県道271号佐野長浜線 重複区間起点           | 長浜市   | 国友町       | 国友交差点          |
| 滋賀県道271号佐野長浜線 重複区間終点           | 長浜市   | 泉町         | 泉町交差点          |
| 姉川浪漫ロード                                 | 長浜市   | 保田町       | 保田町交差点        |
| 滋賀県道37号中山東上坂線 / 馬車道 重複区間起点 | 長浜市   | 山階町       | 山階町東交差点      |
| 滋賀県道37号中山東上坂線 / 馬車道 重複区間終点 | 長浜市   | 山階町       | 山階町交差点        |
| 北高伊吹通り                                   | 長浜市   | 山階町       | 山階町南交差点      |
| 滋賀県道509号間田長浜線 重複区間起点           | 長浜市   | 宮司町       | 宮司町交差点        |
| 滋賀県道509号間田長浜線 重複区間終点           | 長浜市   | 宮司町       |                     |
| 三成公グリーンロード                           | 長浜市   | 宮司町       | 宮司町南交差点      |
| 六荘さざなみ通り                               | 長浜市   | 室町         |                     |
| 滋賀県道244号大野木志賀谷長浜線                | 長浜市   | 永久寺町     | 永久寺町交差点      |
| 滋賀県道242号加田田村線                        | 長浜市   | 加田町       |                     |
| 布勢加田ふれあい通り                           | 長浜市   | 加田町       |                     |
| 滋賀県道243号東上坂近江線                      | 米原市   | 顔戸         |                     |
| 国道8号                                        | 米原市   | 顔戸         | 顔戸南交差点 / 終点 |

### 交差する鉄道
- 東海道新幹線

### 沿線
- 宮部神社
- 長浜キヤノン
- 国友鉄砲の里資料館
- 長浜国友郵便局
- 長浜市立神照東幼稚園
- 長浜口分田簡易郵便局
- イオン長浜ショッピングセンター
- 伊吹神社
- 総持寺
- 長浜信用金庫 宮司支店
- 満立寺
- 長浜市立南中学校
- 長浜市立長浜南小学校
- 長浜加田郵便局
- 長浜市立神田幼稚園
- 米原市立中央公民館
- 米原市役所近江庁舎